# 乙
【乙】 — китайський ієрогліф. Ключ 5. Один з 854 ієрогліфів, обов'язкових для вивчення в японській середній школі.Рідко використовується на письмі в японській мові.

## Значення
1. другий; темне дерево (в системі китайського календаря).
2. гнути(ся), загинати(ся).
3. скрипіти, крапотіти.
4. друга особа.
5. позначка в тексті (де закінчено читання, де пропущено знак).
6. нутрощі (риби); щелепа (риби).
7. ластівка.
8. (яп.) оцу
1) розумнецький.
2) дивний.
3) другорядний.
9. (яп.) кінець.
10. (яп.) маленький, симпатичний.
11. Ключ 5.

Ключ: 5 (乙 + 0);  Кількість рисок: 1.
Введення ієрогліфа методом цанзє: 弓山 (NU); Введення ієрогліфа чотирикутним методом: 17710. .

## Прочитання
| Китайська         |                   |                   |                   |                 |                 |
| Мандаринська мова | Мандаринська мова | Мандаринська мова | Мандаринська мова | Кантонська мова | Кантонська мова |
| чжуїнь            | піньїнь           | Вейд-Джайлз       | кирилиця          | ютпхін          | Єль             |
| ㄧˇ               | yǐ (yi3)          | i3                | ї                 | jyut3 jyut6     | yut3 yut6       |

| Корейська |         |               |              |     |          |
|           | хангиль | стара латинка | нова латинка | Єль | кирилиця |
| Звук:     | 을      | ŭl            | eul          | ul  | иль      |
| Назва:    | 새      | sae           | sae          | say | се       |

| Японська |                                  |                                 |                                |
|          | кана                             | латинка                         | кирилиця                       |
| Он:      | おつ いつ いち                   | otsu itsu ochi                  | оцу іцу оті                    |
| Кун:     | きのと おと                      | kinoto oto                      | кіното ото                     |
| Ім'я:    | お おと くに たか つぎ と とどむ | o oto kuni taka tsugi to todomu | о ото куні така цуґі то тодому |